# Гранито Пиньятелли ди Бельмонте, Дженнаро
Дженна́ро Грани́то Пиньяте́лли ди Бельмо́нте (итал. Gennaro Granito Pignatelli di Belmonte; 10 апреля 1851, Неаполь, королевство Обеих Сицилий — 16 февраля 1948, Ватикан) — итальянский куриальный кардинал из знатных родов Гранито (по отцу) и Пиньятелли (по матери). Титулярный архиепископ Эдессы Осроенской с 17 ноября 1899 по 30 ноября 1911. Апостольский нунций в Бельгии с 5 декабря 1899 по 15 января 1904. Апостольский нунций в Австро-Венгрии с 15 января 1904 по 6 января 1911. Вице-декан Священной коллегии кардиналов с 25 февраля 1929 по 9 июля 1930. Декан Священной коллегии кардиналов с 9 июля 1930 по 16 февраля 1948. Префект Священной Конгрегации церемониала с 14 июля 1930 по 13 января 1948. Кардинал-священник с титулом церкви Санта-Мария-дельи-Анджели-э-деи-Мартири с 30 ноября 1911 по 6 декабря 1915. Кардинал-епископ Альбано с 6 декабря 1915. Кардинал-епископ Остии с 9 июля 1930.